# Großsteingräber bei Wentorf bei Hamburg
Die Großsteingräber bei Wentorf bei Hamburg waren drei megalithische Grabanlagen der jungsteinzeitlichen Nordgruppe der Trichterbecherkultur bei Wentorf bei Hamburg im Kreis Herzogtum Lauenburg in Schleswig-Holstein. Sie wurden im 19. und frühen 20. Jahrhundert sukzessive zerstört. Die drei Gräber tragen die Fundplatznummern Wentorf bei Hamburg LA 11, 26 und 27.

## Lage
Grab LA 11 lag im Südwesten von Wentorf in der Höppnerallee. Sein Standort ist heute vollständig überbaut. Grab LA 27 lag im Moor, westlich eines Solls.

## Forschungsgeschichte
Die Gräber LA 11 und 26 wurden erstmals 1914 von W. Andresen dokumentiert. Andresen hinterließ über seine Grabung nur Tagebucheinträge. Die Existenz von Grab LA 27, dessen Reste um oder nach 1925 abgetragen wurden, wurde später von einem Lehrer aus Wentorf an das Archäologische Landesamt Schleswig-Holstein gemeldet. Die drei Gräber wurden 1951 von Karl Kersten in seiner Monografie zu den vor- und frühgeschichtlichen Denkmälern des Kreises Herzogtum Lauenburg publiziert.

## Beschreibung

### Grab LA 11
Diese Anlage besaß ein längliches Hünenbett, das bei Andresens Dokumentation bereits stark verflacht war. In der Mitte war es beim Bau der Allee durchschnitten worden. Zur Orientierung und den Maßen des Hünenbetts liegen keine Angaben vor. Andresen fand hier zahlreiche Granitsplitter, die möglicherweise von den zerschlagenen Steinen der Umfassung und/oder der Grabkammer stammten.

### Grab LA 26
Die Anlage besaß ein längliches Hünenbett, das bei Andresens Dokumentation bereits stark verflacht war. Zur Orientierung und den Maßen liegen keine Angaben vor. An den Rändern stellte Andresen leichte Vertiefungen fest, bei denen es sich vielleicht um Standspuren entfernter Umfassungssteine handelte. Von einer möglichen Grabkammer konnte Andresen keine Spuren mehr ausmachen.

### Grab LA 27
Die Anlage besaß eine viereckige Grabkammer, bestehend aus vier großen Findlingen, deren flache Seiten nach innen zeigten. Ein Deckstein war 1925 nicht mehr erhalten. Zu den Maßen und der Orientierung der Kammer liegen keine Angaben vor. Laut der vorliegenden Beschreibung dürfte die Kammer als Urdolmen anzusprechen sein.